# Gulkand
Gulkand é um doce que contém pétalas de rosa do Paquistão e da Índia do Norte.